# دیمیتری میندیاشویلی
دیمیتری گئورگیِویچ میندیاشویلی (به گرجی: დიმიტრი გიორგის ძე მინდიაშვილი) (به روسی: Дми́трий Гео́ргиевич Миндиашви́ли) (۴ ژوئن ۱۹۳۳ – ۲۴ مه ۲۰۲۱) کشتی‌گیر، مربی و مدیر ورزشی گرجی‌تبارِ اتحاد شوروی و روسیه بود. میندیاشویلی یکی از بهترین و پرافتخارترین مربیان تاریخ کشتی به شمار می‌رود. او از ۱۹۷۲ تا ۲۰۰۸ مربی کشتی اتحاد شوروی و سپس روسیه در بازی‌های المپیک بود که در نتیجهٔ آن بارها شوروی و روسیه را در این بازی‌ها به قهرمانی رساند و جوایز و نشان‌های افتخار بسیاری را به همین مناسبت دریافت کرد. او همچنین رئیس افتخاری فدراسیون کشتی روسیه، رئیس فدراسیون کشتی و مشاور ورزشی در قلمرو کراسنویارسک و نیز عضو ارشد آکادمی آموزش روسیه در زمینهٔ ورزش بود.
او در طول فعالیت خود به عنوان مربی کشتی، با تأسیس آکادمی کشتی، آموزش این ورزش را در مناطق کراسنویارسک و سراسر روسیه توسعه داد و بسیاری از قهرمانان بزرگ کشتی روسیه را پرورش داد که لوان تدیاشویلی، بووایسار سایتیف، آدام سایتیف، ایوان یاریگین و سعید مرتضی‌علیف از جملهٔ آن‌ها هستند. میندیاشویلی از سوی فدراسیون روسیه به عنوان «بهترین مربی تاریخ اتحاد جماهیر شوروی»  و «بهترین مربی روسیه در قرن بیستم» انتخاب شده و نیز از سوی اتحادیه جهانی کشتی در تالار مشاهیر کشتی جهان جای گرفته و به عنوان «بهترین مربی قرن بیستم» معرفی شده بود.
میندیاشویلی همچنین با مدرک دکترای تربیت بدنی در آکادمی‌های آموزشی و علمی روسیه فعالیت می‌کرد و نویسنده بیش از ۲۵ کتاب و اثر علمی مانند «دانشنامه فنون کشتی آزاد»، «سیستم آموزش کشتی‌گیران کلاس بین‌المللی» «کشتی آزاد در قلمرو کراسنویارسک» بود که از آن‌ها به عنوان کتب مرجع و کمک آموزشی استفاده می‌شود.
او در سال ۲۰۲۱ پس از یک دوره بیماری سینه‌پهلو در ۸۷ سالگی درگذشت. ولادیمیر پوتین رییس‌جمهور روسیه که مدتی قبل از این مربی کهنه‌کار تجلیل کرده بود، در پیامی درگذشت او را تسلیت گفت.